# Perilitus catulus
Perilitus catulus är en stekelart som först beskrevs av De Saeger 1946.  Perilitus catulus ingår i släktet Perilitus och familjen bracksteklar. Inga underarter finns listade i Catalogue of Life.